# 종리말
종리 말(鍾離昩/鍾離眜, ? ~ 기원전 201년)은 진나라 ~ 전한 초기의 군인이다.

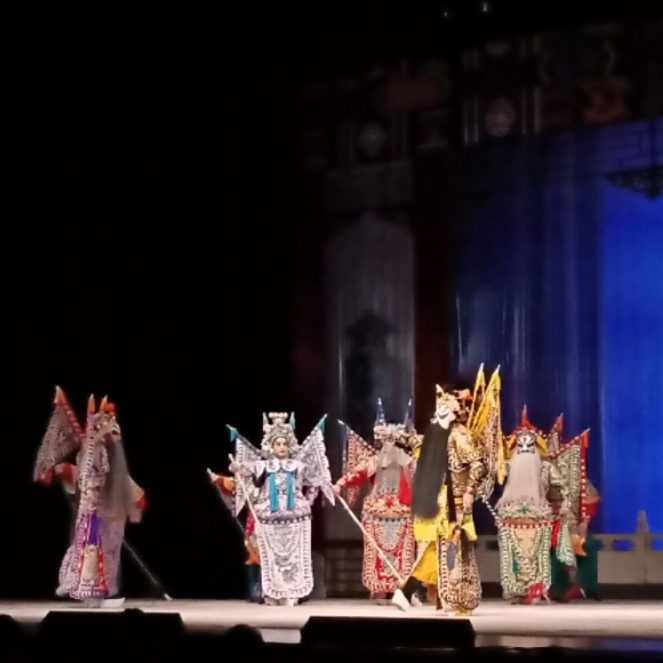

## 생애
이로(伊盧)에 살았다. 항량·항우의 거병의 참여하여, 진 멸망 후 초한전쟁에서 항우의 부장으로 활약하였고, 진평이 평하기를 범증·용저·주은과 더불어 항우의 최측근으로 평할 정도로 항우의 측근으로 활약한다. 유방 휘하의 진평의 계락으로 항우와 멀어졌지만 항우의 밑에서 싸웠으며. 한왕 4년(기원전 203년) 항우가 급히 팽월을 공격하는 틈을 노려 유방의 군대가 역습을 시도, 조구의 방어군 본대를 격파하고 형양이 함락당할 위기상황에서 항우가 돌아올 때까지 필사적으로 방어에 성공하는 공을 세운다.
항우가 죽은 후 유방은 항우의 잔당들을 체포하라는 지시를 내렸고 이에 종리말은 옛 친구인 한신에게 몸을 의탁하였다. 제위에 오른 유방은 한신을 초왕에 봉하였으나,
또한, 어떤 자가 유방에게 한신이 반역을 일으킬 것이라고 참언하였다. 유방은 진평의 계략을 받아들여 남쪽에서 사냥한다고 하고 제후들을 불러모은 후, 한신을 습격하려고 하였다. 한신은 유방을 뵈어 자신이 다른 마음을 품지 않았음을 설명하려 하였으나, 체포를 두려워하여 실행에 옮기지는 않았다.
그때 어떤 사람이 한신에게 종리말을 죽이면 용서받을 것이라고 설득하였고, 한신은 이 말을 옳게 여겼다. 이 사실을 안 종리말은 한신에게 말하였다.
| “ | 한나라가 초나라를 치지 않는 것은, 제가 공께 몸을 맡겼기 때문입니다. 저를 사로잡아 한나라에 아양을 떨고 싶으시다면 오늘 당장에라도 죽어드리겠습니다만, 공 또한 망하고 말 것입니다. 공을 어찌 장자(長者; 어진 사람)라 하겠습니까! | ” |

그러고는 스스로 목을 찔러 죽었다.
한신은 종리말의 수급을 들고 유방을 만났으나, 체포된 후 회음후(淮陰侯)로 격하되었다.

## 자손
종리말에게는 장남 종리발(鍾離發)과 차남 종리접(鍾離接)이 있었다. 종리발은 구강에서 가문을 이었고, 종리접은 영천군 장사현(長社縣)에 살면서 성씨를 종(鍾)으로 고쳤다.